# Takama-ga-hara
Takama-ga-hara (高天原, aussi lu Taka-ama-hara, Taka-no-ama-hara, ou Takama-no-hara, littéralement « la haute plaine du paradis ») est dans le shintoïsme la résidence des dieux immortels.

## Définition
Takama-ga-hara est la résidence des dieux shinto immortels, les kamis célestes (天津神, Amatsukami),, dont Tsukuyomi, et dirigée par Amaterasu. Il représente le monde supérieur (上つ国, uwatsukuni) alors que Yomi est le monde souterrain (根の下つ国, ne no shitatsukuni) et Ashihara no nakatsukuni (葦原中国) est le monde des hommes. Il existe aussi des kamis dans le monde des hommes, appelés les kamis du pays (国津神, kunitsukami).
Takama-ga-hara serait relié à la Terre par le pont Ame no ukihashi (天浮橋, « le pont céleste flottant »).
Le mont Takamagahara est aujourd'hui une montagne de la préfecture de Gunma.

## Honneur
L'astéroïde (10831) Takamagahara a été nommé d'après ce lieu.